# Sant Genís del Terrer
Sant Genís del Terrer o l'església del Terrer és una església del municipi de Llançà (Alt Empordà) inclosa en l'Inventari del Patrimoni Arquitectònic de Catalunya. Està situada a uns dos quilòmetres al nord-est del nucli de la Valleta i a ponent del nucli urbà de la població de Llançà, en un replà de la carena del coll del Terrer.

## Descripció
Es tracta de les restes consolidades del petit temple del Terrer, d'una sola nau amb absis de planta semicircular ultrapassat de ferradura. La nau, sense volta, presenta els murs perimetrals arrasats, amb una alçada màxima conservada d'uns dos metres. L'absis, en canvi, conserva la volta de quart d'esfera amb restes de l'encofrat original i dues finestres d'un sol biaix i arcs de mig punt, obertes als paraments de llevant i migdia. L'arc triomfal ha estat completament restituït i està bastit amb carreus de pedra desbastada.
L'església presenta la particularitat de tenir tres portes, obertes als murs de ponent, tramuntana i migdia. A l'interior de la nau hi ha un banc corregut de pedra adossat als murs perimetrals i, a la banda de tramuntana, la base d'un pilar adossat procedent d'un d'arc toral. També hi ha les restes d'un paviment de morter allisat, sota el qual apareixen rastres d'un altre paviment de morter i picadís ceràmic.
L'aparell és de grans pedres desbastades amb predomini de la pissarra, lligades amb morter de calç. A la part inferior de l'absis hi ha quatre grans filades bastides amb la tècnica del "opus spicatum".

## Història
"L'Església del Terrer" és el nom popular actual. Resta oblidada l'advocació a Sant Genís, sota la qual és documentada al segle x com a possessió de Sant Pere de Rodes. En el document de dotació del monestir per Gaufred d'Empúries del 974 no s'esmenta l'església, però sí els indrets del seu alou dits "collum de Terrario, redeiritio de santo Genesio o sorbeirolo de sancto Genesio". Aquests topònims es tornen a citar com a límits del territori de l'abadia a l'epistola del papa Benet VI del mateix any 974, en un precepte del rei Lotari del 982 i a l'epístola del papa Joan XV del 990, uns documents que també anomenen l'església de Sant Genís entre les situades dins el terme monàstic. L'any 1091 queda documentat un litigi entre el Monestir de Sant Pere de Rodes i el de de Sant Pere de Banyoles per la titularitat d'aquesta església i altres que finalment queda resolt a favor del monestir empordanès.
L'any 1984 el departament de Cultura de la Generalitat de Catalunya i la Diputació de Girona conjuntament amb els Amics de Llançà endegaren un projecte de consolidació i de manteniment de l'ermita, així com l'arranjament dels accessos.